# Serrat de Lurda
El Serrat de Lurda és una muntanya de 832 metres que es troba al municipi de Lluçà, a la comarca d'Osona.